# Поляны (платформа)
Поля́ны — остановочный пункт Санкт-Петербургского отделения Октябрьской железной дороги на линии Санкт-Петербург — Волховстрой.
Расположен в деревне Поляны, по которой получила название.
В 1943—1944 годах в 1 км к юго-западу от современной платформы располагался начальный пункт временной железнодорожной линии «Дорога Победы». После ликвидации данной дороги вблизи платформы сохранился участок лесной просеки, а также был установлен памятный знак.